# Chabrignac
 Chabrignac  (en occitano Chabrinhac) es una comuna  y población de Francia, en la región de Lemosín(en francés Lemousin), departamento de Corrèze, en el distrito de Brive-la-Gaillarde y cantón de Juillac.
Su población en el censo de 2008 era de 499 habitantes.
Está integrada en la Communauté de communes Juillac-Loyre-Auvézère.

## Demografía
| 377 | 361 | 364 | 366 | 364 | 430 | 499 |
| Para los censos de 1962 a 1999 la población legal corresponde a la población sin duplicidades (Fuente: INSEE [Consultar]) |     |     |     |     |     |     |